# Бальде, Ибраима (футболист, 2003)
Ибраима́ Бальде́ (фр. Ibrahima Baldé; род. 17 января, 2003, Париж, Франция) —  французский футболист сенегальского происхождения, нападающий клуба «Родез».

## Карьера
Играл в молодёжных командах «Монтмартре» и «Ред Стар». 

### «Ланс»
В 2018 году стал игроком команды «Ланса» до 17 лет. В 2020 году перешёл во вторую команду клуба, а в 2021 стал игроком основной. 
Дебютировал в Лиге 1 21 ноября 2021 года в матче с «Брестом». В Кубке Франции сыграл в матче 3-го круга против ФК «Пуатевен». 

## Карьера в сборной
Играл за сборную Франции до 17 лет. 